# 中国动画

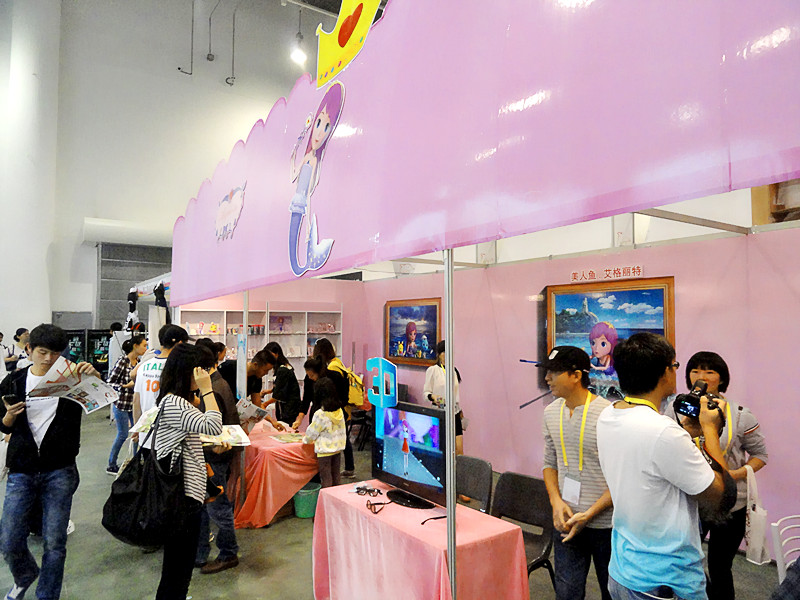
第六届厦门国际动漫节上的一家动画制作相关公司的展位

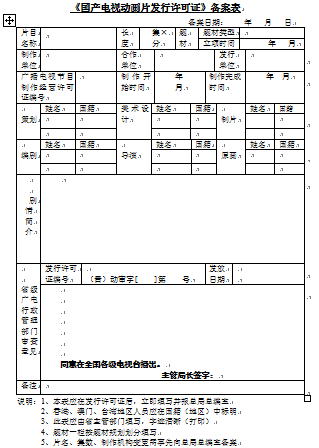
广电总局审批动画许可证格式

中国动画，是对中国动画作品、动画短片、动画剧集等创作與其行业等的总称。
中国动画起源于20世纪20年代，1922年摄制了中国第一部动画《舒振东华文打字机》，揭开了中国动画史的一页。1941年推出亚洲第一部动画长片，1950－1980年代产生了大量极具民族特色的优秀作品，80年代中期起在市场经济体制和其他国家动画的冲击下急剧衰落，2000年后在中国政府的扶持下得到恢复与发展，但由於缺乏人才，也面臨著製作品質參差不齊的狀況。当今的中国动画，尽管出现了一批优秀作品和一些积极变化，但整体上仍存在模仿抄袭、粗制滥造、低龄化、审查制度等許多仍待解決的问题。
截至2015年，经中国政府认定的动画企业累计达730家，开设动画专业的本科院校超过350所，年毕业生约15000人。
近年来，随着电视动画剧集、网络动画剧集、动画电影、手机动画等新兴动画行业快速发展，中国动画市场总量和发展潜力已逐漸改善。

## 发展历史

### 初期至1950年代
1938年，老四万涤寰留在上海改營照相業務外，其餘三人去到武漢和重慶。這一時期，他們先後為中国电影制片厂繪製了四集《抗戰標語卡通》和七集《抗戰歌輯》。万籁鸣和万古蟾返回上海，到新華影業公司卡通部工作。1937年，美國卡通片《白雪公主》在上海放映，觀眾上座歷久不衰。萬籟鳴和萬古蟾兄弟二人經過慎重考慮，決定繪製動畫長片《鐵扇公主》，這是亞洲第一部動畫長片，也是繼美國的《白雪公主》、《小人國》和《木偶奇遇記》之後的世界第四部動畫長片，標志著當時中國的動畫藝術已經接近世界先進水平。1941年該片完成，以中國聯合影業公司名義發行上映，受到人們的喜愛，並在亞洲引起巨大反響。

### 1950年代至1980年代初
當時中國发展出自有的風格，包括水墨動畫、皮影動畫、木偶動畫等，極具民族特色，此時期的作品一般稱為美術片。最具代表性的有大鬧天宮（1961年）、哪吒鬧海（1979年）、天書奇譚（1983年），在世界亦获得崇高讚譽和眾多獎項。

### 1980年代至1990年代
1980年代改革開放後，一系列的美國、日本動畫進入中國電視，對動畫界與觀眾人群產生極大衝擊，中國動畫片廠開始日漸減少。
主要觀眾群80後普遍接受日本動畫，因此引進不少经典外國配音動畫，如龍珠、聖鬥士、忍者神龜等。与此同时，这也是中国动画的一个转折时期。一些动画系列，如《葫芦兄弟》，不论情节、色彩，带有明显的中国风格。还有《邋遢大王奇遇记》《舒克和贝塔》。单集动画口碑较好的是《山水情》和《不射之射》，这些动画相比之下知名度不高。《山水情》在国内外获得了多项大奖，它被一些国人称为中国水墨动画的绝唱。
这种精工细作的电影动画已经开始走向衰落，慢慢地走向了学院派，而产业化模式制作的外国动画片已经开始冲击中国动画市场。很多中外合资的动画公司进入了中国，大批动画人才选择在这些公司里发挥自己的才能。相对的，很多外国动画被低价卖入了中国市场。《变形金刚》《花仙子》《铁臂阿童木》这些动画相比中国传统动画题材新颖，想象奇特，色彩鲜明，因此受到了中国观众的欢迎。

### 2000年代
中国动画品質低劣、内容簡陋的问题越发突出，並逐漸被进口动画取代，如《圣斗士星矢》、《忍者神龟》，加上后来网络的发达，中国境外动画几乎同步地进入国内。
但中国动画事业并未止步，通过部分动画爱好者的努力，加上政府的重视和支持，使得越来越多的动漫产业基地和动画公司在中国建立起来，这些公司也制作出了數個精美的动画作品，如1999年央视制作动画片《西游记》等。
自2006年9月1日起，中國政府对国产动画全面實行保護主義，在晚间17至20时的黃金時段里禁止電視台播放進口動畫。从2008年5月1日起，该限令扩大至17-21点禁播。另據行內人士指出，中國政府每年撥款過千萬元支援動畫公司創作，中國動畫年產三百部。但實際上動畫公司又要電視台播放，所以這批款項主要用於電視台打關係之用，創作用的資金只得很少，儘管產量可觀，而實際的品質不堪入目，這些低幼的國產動畫劇情質量上與美國日本的動畫相比多數都上不了枱面，也不被當年的日本動畫愛好者所接受，甚至一些廠家為賺大錢而走上粗製濫造抄襲之路。
虽然如此，一些中国动画人也在探索着中国动画的前进道路，出现少数制作较有水平的动画，诸如电影动画《宝莲灯》（1999年）、《风云决》（2008年），电视动画《我为歌狂》（2000年）、《围棋少年》（2005年第一部，2008年第二部）、《秦时明月》（2007年，未完结）、《喜羊羊与灰太狼》（2005年，未完结）、《熊出没》（2012年，未完结）、《巴啦啦小魔仙》（2011年首播动画，未完结）、《猪猪侠》（2005年，未完结）、《虹猫蓝兔七侠传》（2006年）等。国内院线普遍不支持中国电影动画，影响电影动画票房；因當時中國人認為“動畫都是小孩子看的東西”这一錯誤思想，導致全年龄段中国国产电影动画不受当地观众关注（《风云决》仅获得3000万人民幣票房、《魁拔》系列前三部的票房也不足一億人民幣），打击中国动画公司动画全年龄化的决心，在以前的時候電影院凡是放映動畫電影時，孩子看的開心，但家長在發呆、打瞌睡或做其他事情的現象為常見。这些都成为阻碍中国动画进步的因素而停滯不前，部分上述优秀作品甚至无法收回成本。曾被认为开拓中国动画电影市场的《喜羊羊与灰太狼》被意马公司收购后沦为赚钱工具，制作方急于求成的心态导致画面、剧情质量大幅度下降，也是許多中国大陆动画的弊病。

### 2010年代
中国网络动画开始兴起，由于网络动画不需要广电局审批在電視台上映，所以网络动画的長度大幅縮短，且內容与其他的国产动画大不相同。
網絡動畫多數採用低成本製作將人氣高的漫畫作品動畫化，如中国网络动画作品较知名的有《十万个冷笑话》，《啦啦啦德玛西亚》，《尸兄》等。
但隨著思想的不斷拓寬，政府的監管制度也開始展開了動作，對於影視內容的自由度與控制力度開始逐步升級。由於中國內地沒有實行影視分級制度，部分網絡動畫也因“兒少不宜”為由被強令刪減內容或下架。

### 2015年代
2015年可以說是國產動畫蛻變崛起的一個起始年，2014年随着第一部非低幼破億的2D動畫電影《十萬個冷笑話1》獲得成功，緊接著2015年国产动画电影《西游记之大圣归来》在院线拿下9.56亿人民幣票房创下当时动画电影票房记录。动画的价值逐步得到影视市场认可。此後几年内也诞生了《大鱼海棠》、《白蛇缘起》等成功的作品。其中2019年的《哪吒之魔童降世》更是一举拿下50亿人民幣票房，成为有记录以来第一个动画年冠。堪称当年票房奇迹。
随着年轻世代不再将动画视为只屬於兒童的产品，中国泛二次元用户达到3.5亿，一些资本开始将目光投身日本动画产业，大量购买引进日本动画播放权，甚至一些漫畫、遊戲、輕小說的原作者与日本动画公司合作將自己的作品动画化。然而由于双方意见不统一，導致中日合作的動畫多數質量不如中國人獨立製作的動畫好，加之合作双方容易受到两国政府间关系的影响，所以中日合作动画難以發展。
目前，作為中國最大的弹幕视频網站bilibili支持國產動畫的發展，原國產動畫的分類更名為“國創”，參與多部國產動畫的製作，並且在本站也有許多精美的非低幼國產動畫獨家播出。

### 2025年代
2025年，《哪吒之魔童闹海》以超过100亿元的票房成绩登顶中国内地影史票房榜冠军，成为全球影史首部在单一市场突破100亿元人民币（约14亿美元）的动画电影，后成为全球动画电影票房榜冠军。

### 總結
中国动画产业在大陆政府的扶持下已经初具规模，尽管距离欧美日本等地的较成熟的动画产业仍有较大的距离，但大陆动画正在努力冲破枷锁，并逐漸朝商業化的方向發展。

## 体制

### 动画许可证
中国动画用于电视播出时都需要申领动画许可证。
- 其中第一个汉字是颁发机构的缩写，各省级广电为该省简称。此外还有“军”“央”等机构。
- 动审字后是颁发年份。
- 号数有3位，表示该机构向该动画发出的是第几个许可证。

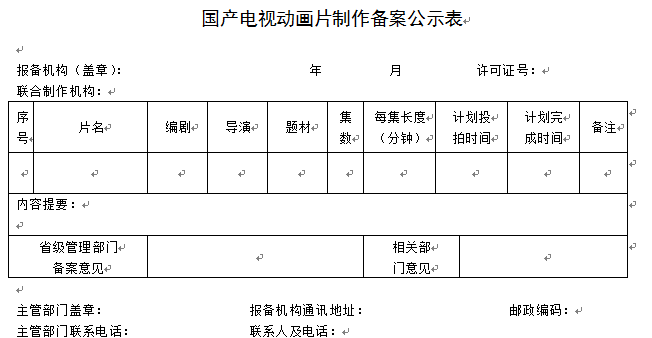
中国大陆电视动画片制作备案公示表

- 不得在两个机构为同一动画申领。
- 撤销的许可证号一般不再使用。

### 中國与日本动画体制的区别
- 日本动画题材一般由漫画、遊戲或小说改编；中国动画多取材於歷史故事，或由编剧原创。
- 日本动画在固定档一周播出一集，影响时间跨度长，便于商业操作及按观众要求修改；中国动画全剧集完成后才能申领动画许可证。
- 日本动画有清晰的分級制度，並由映伦等机构审查；中国动画完全沒有分級審查制度，一般由廣電總局負責审查，由於現時製作的動畫多為兒童類（子供向），通過並不難。

## 爭議事件

### Code Lyoko
广州原色动力冒原创之名引进的法国动画《Code Lyoko》（港译为《至Net奇兵》），命名为《虚幻勇士》。在原片上进行涂改，将所有法文或英文一律改成中文，并且制作人员上也全打中国人名（即译制组名单）而不提法国的工作人员。
2007年3月，国家广电总局撤销了《虚幻勇士》的播放许可证，并且进行了处罚。

### 
大連東方龍動畫發展有限公司（日本动画制作公司HAL FILM MAKER 的母公司株式会社TYO在中国的子公司）曾經把《不可思議星球的雙胞胎公主》（又名《雙子星公主（Futagohime）》）更名為《神秘星球孿生公主》裝成偽國產動畫，制作人员也一律全打成中国人名，以便在黃金時段播出。據有關媒體報道，該動畫片是大連東方龍動畫發展有限公司在2005年初，投資3500萬元制作的兩部系列動畫片之一。中國中央電視臺少兒頻道，更名為《神秘星球孿生公主》，從2007年3月27日起每天18:00，偽裝成國產動畫播出，後來被人揭發是日本動畫，電視台在4月26日停播此動畫。

## 面临问题

### 動畫受眾年齡的問題
中国大陆多数動畫片的受众范围为6至12岁。其内容简单易懂、符合幼童觀眾的需求，但对青年觀眾的吸引力较弱。由于画质粗制滥造、山寨抄袭，内容过度簡陋，经常遭到資深動畫製作者與粉絲的譴責。
面对主要客群為学龄前兒童的动画片，“內容過於簡陋、缺法教育意義”是许多作品共有的问题。動畫製作者不僅要追求幽默逗趣的故事內容，也要賦予其對於兒童正面意義的教導內涵。一昧搞笑無俚頭，卻沒有任何教育意義的動畫故事，只會對孩子造成不良的影響。
人们常常把中国动画的不景气归咎于技术和资金，但實際上中国对动画片的投入已经远超其他影视行业，“中国动画片产出和投入的不成比例，根本原因就在于制作题材和理念上的‘低龄化’，以及国人的狭隘思想，造成想象力不足，题材局限。

### 支持不足
（一） 中国动画影响力不足，相比之下国外动画更受到中国人的欢迎。
（二）部分中国动画相对国外较为粗糙。
（三）中国动画缺少创意，仅有部分能真正吸引观众。
（四）动画制作做到商业化、市场化的少，无法真正得到发展。
（五）中国人对动画的狭隘认识，认为动画“必须要是说教片”；而一些不依靠说教走红的国产动画，2014年以来却总是受到部分国人的指责，甚至是投诉和诬告。

### 政策与市场
为了扶持国产动画，中国相关部门确实做了大量工作，国家广电总局更是动用行政力量，下发《关于促进我国动画创作发展的具体措施》，强制各电视频道的黄金时段必须播出中国动画片。即使这样，依然有85%的动漫企业亏损。虽然中国动漫产量已达到14万2700分钟，但是这仅仅是以量取胜，质量却并不高。
北京大学文化产业研究院副院长陈少峰在分析原因的时候表示，动漫企业家是中国动漫产业成败的关键。而中国动画的状况却不乐观，经营动漫的企业投资者大多不了解动漫产业的特点，动漫创作者又缺乏商业训练，造成动漫企业家非常稀缺，这也是85%的动漫企业处于亏损的原因所在。即使总奖励资金是2127万元，但动画片特等奖的奖金只不过80万元，动画频道特等奖的奖励资金只不过70万元。动画片《三国演义》的投资是4000多万元，所以80万元的奖金并无实际作用，对电视频道来说，一集优秀动画片的盈利就可能超过百万元，即使70万元奖金摆在面前，电视频道也不会无视巨额利润的吸引力。

## 各方观点

### 动画电影
中国动漫电影《龙之谷：破晓奇兵》的美国制片人比尔·伯顿认为中国电影市场对动漫电影的轻视和排片不公，例如，在中国人的普遍认识中，动漫电影还等同于低幼的儿童特供片，排片只在白天，晚上几乎没有，而在北美这种情况是闻所未闻的。中国动画电影只是电视卡通片的一种延伸，中国人没有真正严肃地去把中国动画电影当做一部真正的电影去对待。中国动漫人也希望进行“全龄化动漫”尝试，促进“合家欢”动漫的发展。

### 骗取补贴
政府扶持国产动画产业的规则多是从产量、技术水平、播出平台、获得奖项这几个标准核定。如很多省市对本地动画企业补贴标准都是：地市电视台播出2D动画奖励500元/分钟，3D动画奖励1000元/分钟，上限为100万元；在央视播出的翻倍，上限为200万元。再如，厦门市政府对本地动漫电影的补贴标准则是，全国院线和央视电影频道播出奖励3000元/分钟，地区院线播出奖励1500元/分钟，获广电局优秀奖的一次性再奖20万元。
有了这样的激励，就不难理解企业接下来的行动。据业内人士估算，制作30分钟中上质量动画片，成本40万元左右。如果是粗制滥造的山寨动画，成本则低许多，甚至每集不到1万都能成片。长篇动画的单位成本远低于短篇作品，3D动画的制作成本也不比2D动画高太多，通过注水延时和转换制作，就能以极低成本套取补贴。很多动画企业为争取补贴，通过各种手段上央视、上省台、上院线，收视率高低并不在乎。